# دانيال تورنر
دانيال تورنر (بالإنجليزية: Danielle Turner)‏ (10 سبتمبر 1991 في المملكة المتحدة - ) هي لاعبة كرة قدم بريطانية في مركز الدفاع. لعبت مع نادي إيفرتون للسيدات وStjarnan (women's football) ‏.

## وصلات خارجية
- دانيال تورنر على موقع قاعدة بيانات كرة القدم.إي يو (الإنجليزية)
- دانيال تورنر على موقع Soccerway.com (الإنجليزية)
- دانيال تورنر على موقع عالم كرة القدم.نت (الإنجليزية)